# Saint-Jory-de-Chalais
 Saint-Jory-de-Chalais  (en occitano Sent Jòri de Chalés) es una población y comuna francesa, situada en la región de Aquitania, departamento de Dordoña, en el distrito de Nontron y cantón de Jumilhac-le-Grand.

## Demografía
| 978 | 943 | 827 | 677 | 600 | 596 |
| Para los censos de 1962 a 1999 la población legal corresponde a la población sin duplicidades (Fuente: INSEE [Consultar]) |     |     |     |     |     |

## Lugares
- Arboretum des Pouyouleix